# Srilankita
La srilankita és un mineral de la classe dels òxids que pertany al grup de la samarskita. Rep el seu nom en honor del país on fou descoberta: Sri Lanka.

## Característiques
La srilankita és un òxid de fórmula química Ti₂ZrO₆. Cristal·litza en el sistema ortoròmbic en forma d'inclusions idiomòrfiques, de menys d'un mm, intercrescudes amb altres minerals que s'hi associen, com ara zirconolita, baddeleyita, geikielita, espinel·la i perovskita. La seva duresa a l'escala de Mohs és 6,5.
Segons la classificació de Nickel-Strunz, la srilankita pertany a «04.DB - Metall:Oxigen = 1:2 i similars, amb cations de mida mitjana; cadenes que comparteixen costats d'octàedres» juntament amb els següents minerals: argutita, cassiterita, plattnerita, pirolusita, rútil, tripuhyita, tugarinovita, varlamoffita, byströmita, tapiolita-(Fe), tapiolita-(Mn), ordoñezita, akhtenskita, nsutita, paramontroseïta, ramsdel·lita, scrutinyita, ishikawaïta, ixiolita, samarskita-(Y), itriorocolumbita-(Y), calciosamarskita, samarskita-(Yb), ferberita, hübnerita, sanmartinita, krasnoselskita, heftetjernita, huanzalaïta, columbita-(Fe), tantalita-(Fe), columbita-(Mn), tantalita-(Mn), columbita-(Mg), qitianlingita, magnocolumbita, tantalita-(Mg), ferrowodginita, litiotantita, litiowodginita, titanowodginita, wodginita, ferrotitanowodginita, wolframowodginita, tivanita, carmichaelita, alumotantita i biehlita.

## Formació i jaciments
La srilankita eva ser descoberta a Rakwana (Província de Sabaragamuwa, Sri Lanka) en còdols que es troben en concentrats d'una mina de pedres precioses. També ha estat descrita a l'oceà Índic; a Tha-gyi-loo (Divisió de Mandalay, Myanmar); el mont Kaskasniuntxorr (Massís de Khibini, Rússia); Taiginka (óblast de Txeliàbinsk, Rússia); i Garnet Ridge, al comtat Apache (Arizona, Estats Units).